# Жанакииминский сельский округ
Жанакийми́нский сельский округ (каз. Жаңақима ауылдық округі) — административная единица в составе Жаксынского района Акмолинской области Республики Казахстан. Административный центр — село Жана Киима.
С 1 июня 2021 года акимом сельского округа является Отегенов Амангельды Камалиденович.

## История
Административная единица была образована в 1927 году.
По состоянию на 1989 год, существовали следующие административные единицы: Алгабасский сельсовет (село Алгабас), Есильский сельсовет (посёлок Трудовой), сёла Караколь и Талдыгора), Жанакийминский сельсовет (село Жана Киима), Кенаральский сельсовет (сёла Уки, Амангельды, Жирен) и Кийминский сельсовет (село Киима, село Жайнак) в составе Кийминского района.
Уже по состоянию на 1999 год, существовали: Есильский сельский округ (сёла Амангельды, Жирен, Талдыкора, Трудовое и Уки) и Жанакийминский сельский округ (сёла Алгабас, Жана Киима, Киима и Тайпак) в составе Жаксынского района.
Постановлением акимата Акмолинской области и решением Акмолинского областного маслихата от 16 октября 2009 года было принято решение упразднить Есильский сельский округ включив его в состав Жанакийминского сельского округа.
В 2016 году 15 июня было принято решение ликвидировать село Трудовое включив его в состав села Киима и село Тайпак включив его в состав села Жана Киима.

## Население
Население сельского округа в 2020 году составило 2 659 человек (1104 находятся в трудоспособном возрасте — или 41 %, из общего числа населения, в них работающих 987 человек, занятое население составляет 38 %).
| Численность населения округа | Численность населения округа | Численность населения округа |
| 1989                         | 1999                         | 2009                         |
| ---------------------------- | ---------------------------- | ---------------------------- |
| 2 864                        | 4 905                        | 3 282                        |

## Состав
В нынешний момент в состав сельского округа входит 3 населённых пункта:
| Населённый пункт | Тип населённого пункта       | Население, человек (1989) | Население, человек (1999) | Население, человек (2009) |
| ---------------- | ---------------------------- | ------------------------- | ------------------------- | ------------------------- |
| Алгабас          | село                         | 835                       | 590                       | 196                       |
| Амангельды       | село                         | 229                       | 52                        | -                         |
| Еркендик         | село                         | -                         | 74                        | -                         |
| Жана Киима       | административный центр, село | 2 864                     | 2 011                     | 1 410                     |
| Жирен            | село                         | 194                       | 114                       | -                         |
| Карашаш          | село                         | 331                       | 98                        | -                         |
| Киима            | село                         | 2 738                     | 2 094                     | 1 395                     |
| Тайпак           | село (бывшее)                | 246                       | 210                       | 127                       |
| Талдыгора        | село                         | 306                       | 87                        | -                         |
| Трудовое         | село (бывшее)                | 1 359                     | 586                       | 154                       |
| Уки              | село                         | 1 203                     | 561                       | -                         |

## Промышленность
На территории Жанакийминского сельского округа, действуют 54 сельхозформирований, в том числе 10 — ТОО и 44 — крестьянских хозяйств. Разведением КРС, лошадей, овец занимаются 7 — ТОО, 16 крестьянских хозяйств и 27 ИП. Поголовья КРС у этих хозяйств составляет всего — 3109, по ТОО — 1381 голов, к/х и ИП — 1728 голов, лошадей 785 голов, по ТОО — 504 голов, к/х и ИП — 281 голов, МРС всего 2647 голов, по ТОО — 565 голов, к/х и ИП — 2082 голов.
В рамках программы развития племенного животноводства, повышения продуктивности и качества породного преобразования на территории сельского округа действуют СПК «Герефорд», и СПК «Жумыскер».

## Объекты округа

### Субъекты малого предпринимательства
На территории сельского округа зарегистрировано 67 ИП, из них в сфере розничной торговли 28 человек, животноводства — 22 человек, в сфере услуг 18 человек, Аптека — 1, мельницы — 2, газовая заправка — 1, мясная лавка — 1, кафе — 2, ресторан — 1, СТО — 1, мастерские по пошиву одежды — 1, бани — 1, В летний период ежегодно 6 человек занимаются пастьбой КРС, лошадей, овец. Интенсивно продолжает работать цех по переработке мясной продукции и полуфабрикатов в КХ «Отан» — ежедневно выпекается до 1000 хлебобулочных продукции.

### Объекты образования
В системе образования в сельском округе имеется 6 учреждений: три школы, в том числе Кийминская СШ № 2 им. Г.Абдрахманова, Кийминская СШ № 1им. К.Ускенбаева, Алгабаская основная школа, Детский сад «Кулыншак», Учебно-производственный комбинат и Станция юных натуралистов.
В учебных заведениях обучаются 447 учащихся (КСШ № 2 им. Г.Абдрахманова 224 учащихся, КСШ № 1 им. К.Ускенбаева 197 учащихся и Алгабаская основная школа 26 учащихся). Обучением и воспитанием подрастающего поколения занимаются 68 педагога (КСШ№ 2им. Г.Абдрахманова 33 учителей, КСШ № 1им. К.Ускенбаева 26 учителей и Алгабаская основная школа 9 учителей).

### Объекты здравоохранения
В сельском округе в сфере медицинского обслуживания работают: Кийминская врачебная амбулатория и медицинский пункт с. Алгабас.
Штатная численность персонала Кийминской врачебной амбулатории составляет всего 26 человек (из них: 1 старший врач, врач общей практики, 1 — врач гинеколог, 9 — медицинских сестер, 4 — санитарок, 1 — психолог).

### Объекты культуры
Дом культуры, две библиотеки. Библиотечный фонд округа составляет 42 600 экземпляров.

### Спортивные сооружения
Стадион, 3 спортивных зала, хоккейный корт.

## Коммунальные услуги
Водоснабжение осуществляет ГКП на ПХВ «Жаксы су арнасы». Протяженность разводящих сетей сельского округа составляет: водопровод — 24 км.
Электроэнергией обеспечивают Жаксынский РЭС.
Протяженность дорог общего пользования составляет 31,7 км, в том числе 16 км.с твердым покрытием.
Общественную безопасность осуществляют участковый пункт полиции.